# Irving John Good
Irving John (Jack) Good, eigenlijke naam Isadore Jacob Gudak (Londen, 9 december 1916 – Radford, 5 april 2009), was een Brits-Amerikaans wiskundige, cryptoloog en statisticus. Hij is bekend door zijn samenwerking met Alan Turing. 

## Biografie
Good werd geboren als Isadore Jacob Gudak, maar noemde zich later Irving John Good. Zijn ouders waren Joodse emigranten uit Polen die zich in Londen gevestigd hadden. Zijn vader was een horlogemaker die later een succesvolle juwelierszaak runde en  onder de naam 'Moshe Oved' bekend was als schrijver van Jiddische boeken. Al op jonge leeftijd, op de basisschool, bleek Good zeer getalenteerd in wiskunde en na zijn middelbare school studeerde hij aan de Universiteit van Cambridge  waar hij in 1938 afstudeerde. Vervolgens deed hij wiskundig onderzoek onder begeleiding van Godfrey Harold Hardy en Abram Besikovitsj. In 1941 promoveerde Good in de wiskunde terwijl hij ingedeeld was bij Bletchley Park, waar de beste Britse wiskundigen probeerden militaire codes te breken. Hier ontmoette hij Alan Turing en samen slaagden ze erin de code van de Duitse Enigma machine te kraken, zodat de Britten het Duitse radioverkeer konden volgen. In dezelfde tijd leverde Good belangrijke bijdragen aan de ontwikkeling van de Colossus, een van de eerste 'echte' computers. Na de oorlog leverde Good ook belangrijke bijdragen aan de bayesiaanse statistiek. Van 1948 tot 1967 werkte Good voornamelijk voor de Britse overheid bij de ontwikkeling van computers, statistiek en de cryptologie. Veel van Goods werk op deze terreinen is nog altijd als Brits staatsgeheim geclassificeerd. In 1967 vertrok Good naar de Verenigde Staten waar hij een professoraat aannam bij de Virginia Polytechnic Institute and State University. Hij gaf hier les tot 1994 waarna hij met pensioen ging. Good overleed in 2009 op de leeftijd van 92 jaar.

## Werk
Good heeft belangrijke bijdragen geleverd aan de wiskundige theorieën achter de hedendaagse computers en verder aan de kansrekening, statistiek en de fouriertransformatie. Verder was hij een uitstekende schaker en ook een enthousiaste go-speler, sinds Alan Turing hem de spelregels had geleerd. In 1965 publiceerde Good een artikel waarin hij zijn gedachten liet gaan over de mogelijkheid van bovenmenselijke kunstmatige intelligentie van computers en wat dit voor de toekomst van de mens zou kunnen betekenen. 
Let an ultraintelligent machine be defined as a machine that can far surpass all the intellectual activities of any man however clever. Since the design of machines is one of these intellectual activities, an ultraintelligent machine could design even better machines; there would then unquestionably be an 'intelligence explosion,' and the intelligence of man would be left far behind. Thus the first ultraintelligent machine is the last invention that man need ever make, provided that the machine is docile enough to tell us how to keep it under control— I.J. Good
 Hiermee is Good een van de eerste denkers over het transhumanistische concept van wat nu de technologische singulariteit wordt genoemd.